# Cucina cesenate

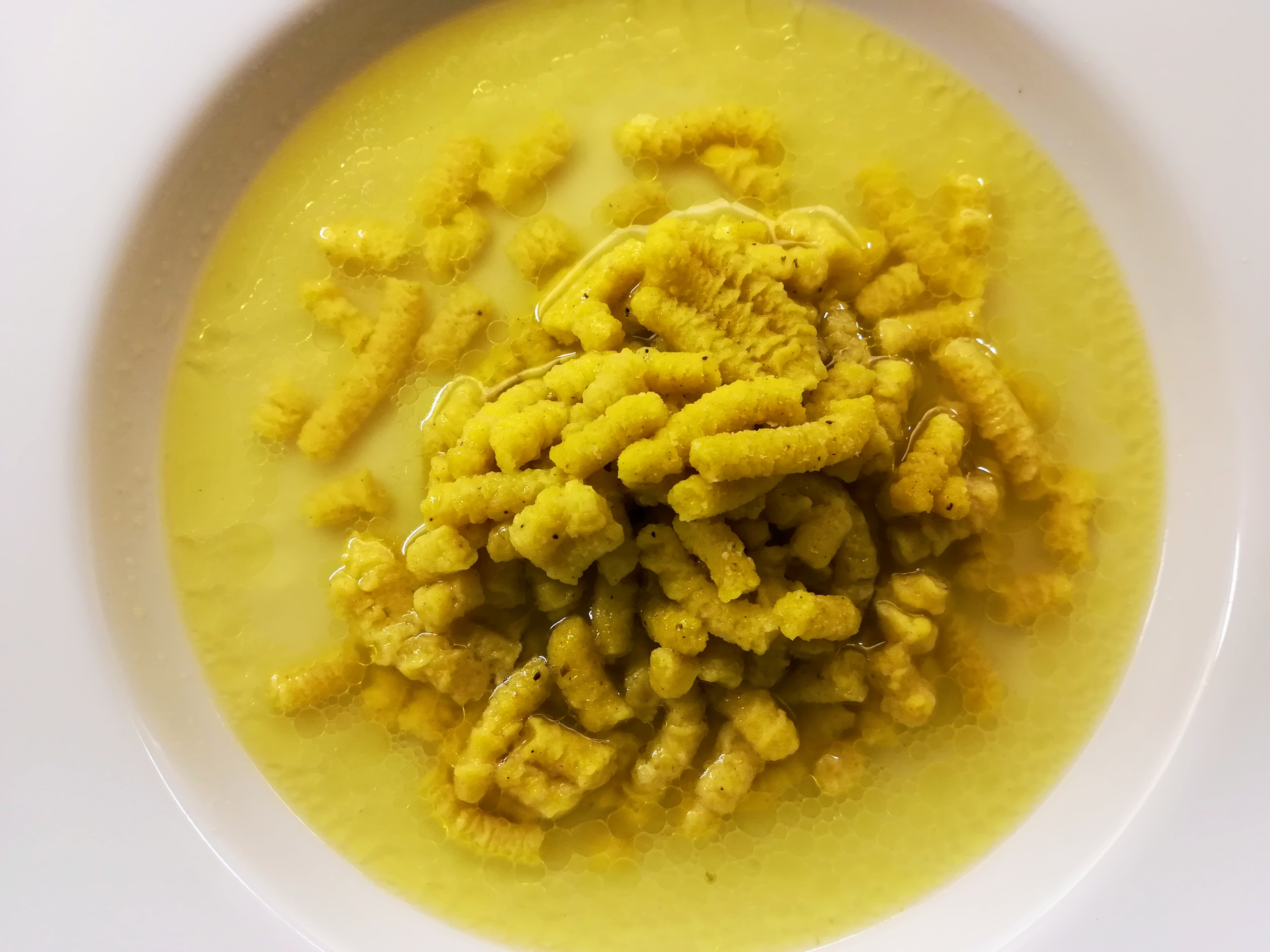
Passatelli

La cucina cesenate, come più in generale quella romagnola è tipicamente popolare, legata al mondo contadino. Presenta piatti molto apprezzati ma manca di pietanze altamente raffinate, non essendovi state corti eccelse ad eccezione di quella malatestiana, anche per il lungo e dominio dello Stato della Chiesa. Oltre alla prevalente influenza contadina, ha ricevuto apporti dal mondo della pastorizia, assai praticata fino alla metà del XX secolo nelle colline intorno (lo dimostra ad esempio la popolarità di cui ancora oggi gode la carne di castrato). Pur distando 15 km dal mare, attraverso Cesenatico (fondata da Cesena e unita a questo comune fino al XIX secolo) con cui ha sempre avuto scambi intensi, nella città è diffusa in misura consistente anche la cucina di mare.

## Primi piatti
I primi piatti utilizzano quasi sempre pasta all'uovo fatta in casa. Fondamentali, e immancabili nei grandi giorni di festa, sono i cappelletti, tipicamente preparati con un compenso (ripieno) composto di un formaggio fresco (squacquarone, casatella o cacio raviggiolo), ricotta, parmigiano, scorza di limone grattugiata, noce moscata; l'aggiunta di una piccola quantità di carne di vario tipo è facoltativa. Il cappelletto tradizionale è solo in brodo, ma da tempo è diffuso anche asciutto, condito con ragù di carne. 
Altra pasta ripiena è il raviolo, quadrato, farcito con erbe (spinaci o erbe di campo, purché non amare) e ricotta. 
Tradizionale è anche la pasta verde, lasagne simili a quelle di tutta l'Emilia-Romagna, ma di colore verde intenso dovuto all'aggiunta di spinaci nella preparazione della pasta. 
I passatelli sono una sorta di grossi vermicelli ottenuti facendo passare un impasto di parmigiano, pangrattato, uovo, scorza di limone grattugiata e noce moscata attraverso i fori di un apposito strumento. Tradizionalmente si cucinano in brodo di carne (che acquista un sapore particolare a causa degli ingredienti saporiti dei passatelli in cottura), ma recentemente si preparano anche asciutti, con vari sughi. 
Fra gli altri tipi di pasta da preparare asciutta si hanno le tagliatelle (identiche a quelle emiliane), che oltre a essere condite con il ragù di carne, o con le poverazze, si servono anche con sughi di pomodoro con l'aggiunta di una verdura di stagione, tipicamente piselli, asparagi oppure, assai ricercati, strigoli.
Cesena, come tutta la Romagna, è nota per la piada o piadina. Si tratta di una focaccia bassa fatta con farina di frumento, strutto, lievito, sale e acqua, e cotta, tradizionalmente, su un disco di terracotta, detto teglia collocato sopra fuoco di legna, ma oggi solitamente vengono utilizzate piastre di metallo poste su fornelli a gas.
La si può trovare in tutto il territorio cittadino e nelle frazioni, venduta in caratteristici chioschi. Può essere servita come pane per accompagnare i pasti, ma è ottima se gustata farcita con un salume o con salsiccia grigliata spaccata a metà, o con il locale formaggio squacquerone.
Tipi di pasta per il brodo di carne sono le pappardelle (simili a tagliatelle ma col bordo seghettato, ottenuto tagliandole con un'apposita rotella chiamata speronella), i quadrettini e i tagliolini (fili sottili a sezione rettagolare), che negli ultimi anni vengono preparati anche asciutti, specialmente con sughi di pesce.
Una preparazione particolare è data dai  basotti, tagliolini coperti di parmigiano grattugiato e fiocchi di burro, bagnati di brodo e direttamente passati in forno finché non asciugano diventando dorati e croccanti. Le puntarine sono una sorta di spezzoni di tagliatelle a forma di losanga, cucinate tipicamente in una minestra di fagioli. 
Nel campo della pasta non all'uovo, caratteristici e tuttora popolarissimi, sono gli strozzapreti, ottenuti a partire da una sfoglia grossa, ridotta a tagliatelle strette, successivamente arrotolate fra i palmi della mano spezzandole in tratti lunghi 6-7 cm.  
Tipici di Cesena, anche se dalla seconda metà del Novecento poco in uso, sono i lunghetti, quasi identici agli strozzapreti ma di lunghezza circa doppia (non sono da confondere con la pasta omonima e somigliante usata in Valdarno). 
Altra pasta non all'uovo, tradizionale ma oggi in disuso, sono i mofrigoli, sorta di cubettini molto irregolari da utilizzare come pastina per il brodo.

## Piatti di carne
Nelle mense del popolo le carni più diffuse erano maiale, castrato (montone), pollo, coniglio e, più raramente ma molto apprezzata, cacciagione. La carne bovina era un lusso, e veniva utilizzata principalmente in brodo. È presente una razza bovina autoctona, la Romagnola, di grande pregio; adatta sia al lavoro, alla produzione di latte e fornitrice di carni di ottima qualità, assieme alla Chianina e alla Marchigiana ha origine da un'unica specie diffusa nell'antichità nell'Appennino centrale, e geneticamente differente dalle altre diffuse in italia.
Tuttavia non ci sono molte preparazioni a base di carne che si distinguano in modo significativo da quelle di altre regioni. Fra i piatti rustici e semplici, talvolta ancora oggi si preparano la pancetta con l'aglio (fette di pancetta rosolate in padella con aglio), il radicchio con i bruciatini (insalata di radicchio da taglio condita con dadini di pancetta rosolata in padella e col suo grasso ancora caldo). Popolarissime sono le zucchine ripiene, zucchine svuotate di parte dell'interno tramite un apposito scavino, riempite con un impasto a base di carne (simile a quello delle polpette) e rosolate in padella.
La trippa preparata localmente si differenzia dalle tante ricette diffuse nelle varie regioni per la presenza di due ingredienti particolari: la scorza di limone e i chiodi di garofano. Il fegato di maiale viene tipicamente cotto, in padella o alla griglia, dopo averlo ricoperto con la rete (il rivestimento addominale della bestia, fatto di sottili filamenti di grasso).
Raro, per il mutare dei gusti, è trovare osterie che servano ancora antichi piatti tradizionali come le rane in umido o le lumache (chiocciole) impanate e fritte o in umido, ma l'usanza rimane viva in molte famiglie e durante alcune feste e sagre.

## Piatti di pesce
Alla cucina cesenate si può assimilare la cucina di Cesenatico, i cui piatti sono popolari anche nella città del Savio. Fra i piatti caratteristici, il brodetto, la seppia coi piselli, il brodo di paganelli (ghiozzi), i boratelli (anguille) in umido, i mofrigoli in brodo di seppia, i pescini del gatto (bianchetti), la saraghina (spratto) grigliata, i sardoni (acciughe), le canocchie (cicale di mare). le mazzole (gallinelle), le poverazze (vongole).
Tutt'oggi molto popolare è il baccalà (per diversi anni si è tenuta una sagra, molto frequentata, a Balignano di Longiano). Due le ricette tipiche: con le cipolline (o gli scalogni) e con le patate. In passato - oggi è molto in disuso - era diffusissima l'aringa salata e conservata in barile, tipicamente cucinata accompagnandola col cavolo.

## Verdure e contorni
Molto popolari i pomodori e le melanzane impanati (gratinati), tagliati a metà e coperti di pagrattato, aglio e prezzemolo (oppure, anche se oggi poco in uso, rosmarino, o anche finocchio selvatico nel riminese). 
Apprezzati i gobbi, saltati con salsiccia o pancetta. 
Tradizionali anche se oggi non facili da reperire sono i fagiolini dell'occhio, più sottili e più scuri di quelli usati solitamente, con un sapore intenso caratteristico, che vengono saltati con aglio e pomodoro. 
Il fricò è una mescolanza di verdure estive (zucchine, melanzane, peperoni, cipolle, patate) tagliate a dadi o fette e cotte in olio.

## Salumi
Insaccati tipici, tralasciando quelli comuni ad altre regioni, sono un tipo locale di salame, la coppa di collo e la coppa di testa. Il salame cesenate tradizionale presenta parte del lardo non macinato, ma tagliato (col coltello) a dadini piccoli, e parte del pepe viene lasciato a chicchi interi, cosicché nelle singole fette è visibile come piccoli dischi. La coppa di collo cesenate ha la particolarità di essere aromatizzata fortemente con chiodi di garofano e cannella. La salsiccia locale usa un budello rigorosamente di diametro medio.

## Formaggi
Formaggi tipici sono: 
- squacquarone, fresco, di latte vaccino, molto molle e di conseguenza senza una forma propria, usato molto sulla piada o nel compenso dei cappelletti;
- formaggio bazzotto, preparato con latte vaccino (o anche misto vaccino-pecorino) crudo, messo a stagionare in forme di circa 25cm di diametro per 15-20 giorni su tavole di legno, con una tenera buccia di colore paglierino; oggi viene prodotto da alcuni caseifici della zona con la denominazione caciotta; può essere uno degli ingredienti del compenso;
- formaggio di fossa, formaggio bazzotto, di latte bovino, pecorino o misto, sottoposto a una seconda stagionatura di tre mesi in particolari fosse scavate nel tufo o nella roccia da secoli presenti nei vicini comuni di Sogliano e Roncofreddo; di forma irregolare (dovuta allo schiacciamento nella fossa, dove le forme sono addossate e sovrapposte), dal sapore molto particolare, intensissimo e piccante, quasi scomparso negli anni 70-80, venne poi riscoperto e valorizzato; si usa nei passatelli, per condire la pasta al posto del parmigiano (dato il suo costo minore, in passato era il parmigiano dei poveri), e come stuzzichino negli aperitivi:
- raviggiolo, fresco, di latte crudo, compatto, venduto in caratteristiche forme circolari assunte dal cestello in cui viene messo a scolare (spesso rivestito di felci); è prodotto nel medio e alto Appennino ed è diffuso anche nel versante toscano; nel cesenate, dopo decenni di parziale oblio, è stato riscoperto;  è spesso un ingrediente dei cappelletti (come ricorda l'Artusi).

## Dolci
Il dolce più caratteristico del cesenate è forse la pagnotta pasquale. tradizionalmente di grande pezzatura (uno o due kilogrammi), ottenuta a partire da pasta da pane già preparata, arricchendola con piccole quantità di uovo, zucchero, uvetta; è quindi un dolce povero, ma tuttora molto apprezzato. Si consuma a colazione, o col vino. Viene preparata solo nel periodo pasquale, ed è rito mangiarla la mattina di Pasqua assieme all'uovo sodo. 

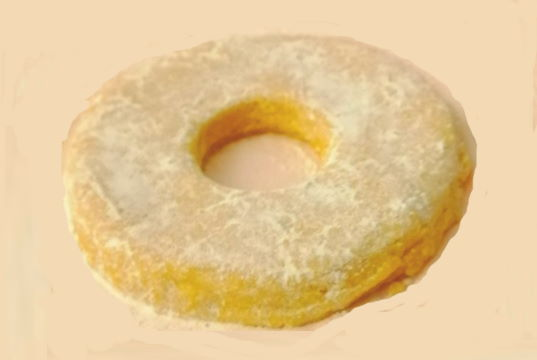
Bracciatello cesenate

Dolce tradizionale, caratteristico della città e dei dintorni, è il bracciatello cesenate, biscotto dolce, molto leggero e soffice, nettamente diverso dal bracciatello romagnolo propriamente detto, in uso nelle città vicine. Ha forma di ciambella bassa e piatta, ricavata tagliando una sfoglia dolce (di farina di grano, zucchero, uova, strutto, burro e ammoniaca come lievito) tramite due forme tonde di differenti diametri. Tradizionalmente lo si serviva in occasione dei battesimi (è anche chiamato 'brazadèl d'l'impajèda, cioè "bracciatello della puerpera") e delle cresime: amato dai bambini, si presentava loro con la cioccolata in tazza. 
Altro dolce tipico, nel cesenate come in tutta la Romagna, è la ciambella, a forma di lingua e tagliata a fette trasversali, fatta con ingredienti poveri (farina, strutto, poco uovo, zucchero), che si gusta col vino in osteria, col latte a colazione, o si abbina alla crema, specialmente nella versione locale della zuppa inglese. 
A carnevale, più che le onnipresenti frittelle si preparano le castagnole e le frappe. 
Nella seconda metà di ottobre si mangiano le caratteristiche fave dei morti, dolci di aspetto simile agli amaretti piemontesi, dal sapore caratteristico dovuto ai semi di anice, e colorati. 
Nel periodo della festa patronale di San Giovanni (24 giugno), si vende il caratteristico fischietto di S. Giovanni, fatto di zucchero caramellato tinto di rosso, a forma di gallo o di oca.

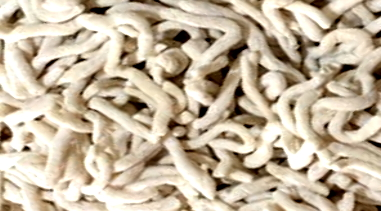
Strozzapreti.
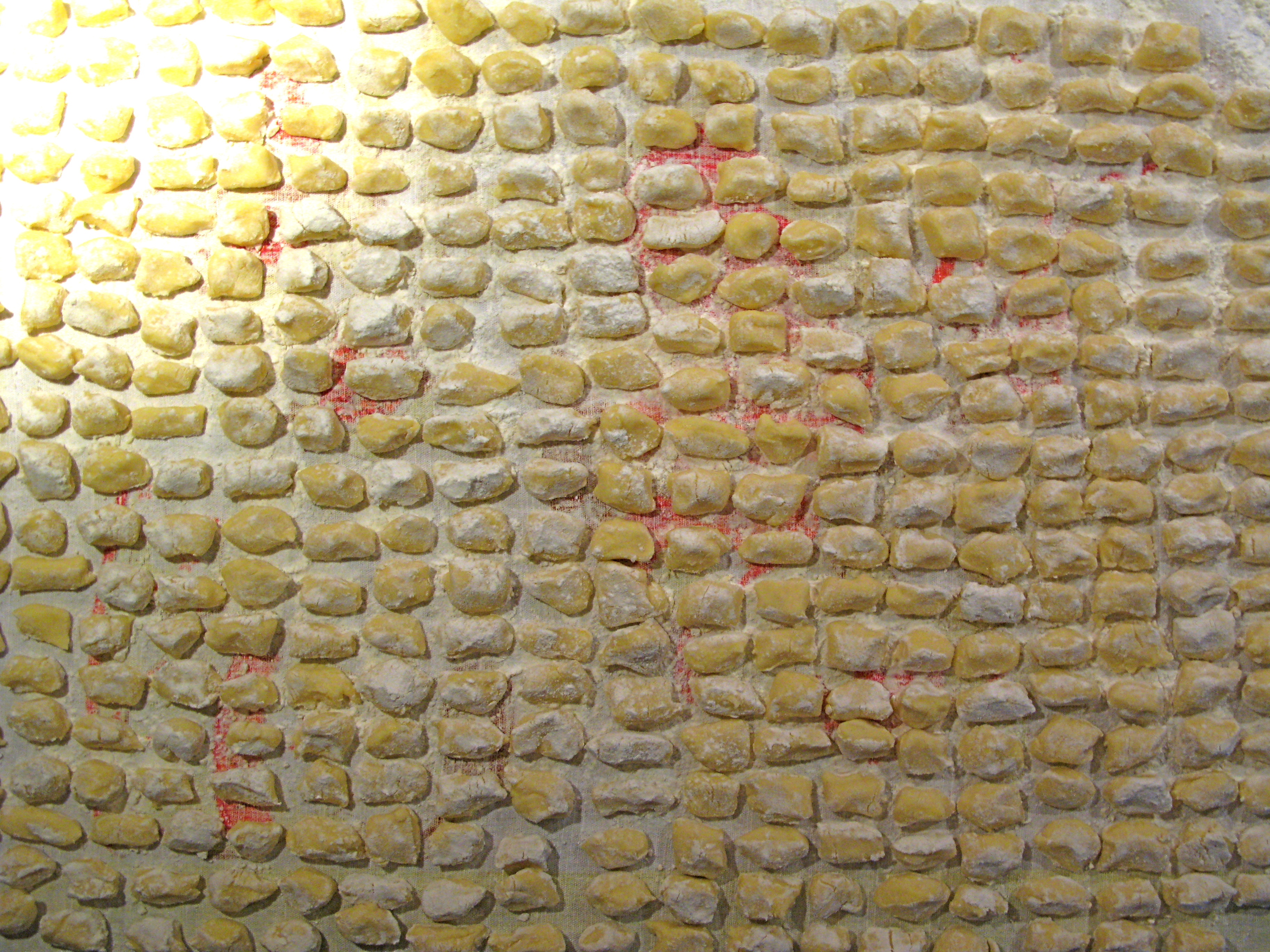
Gnocchi.
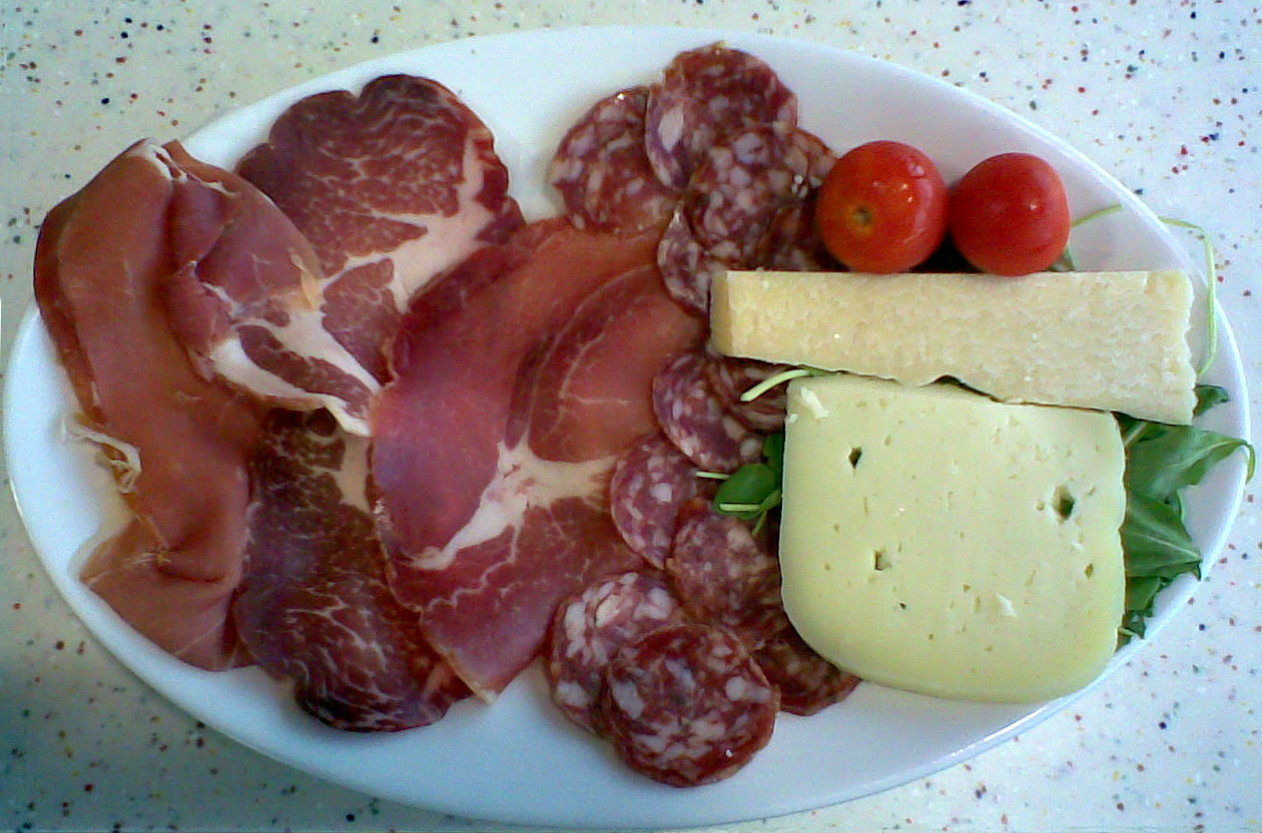
Salumi romagnoli.
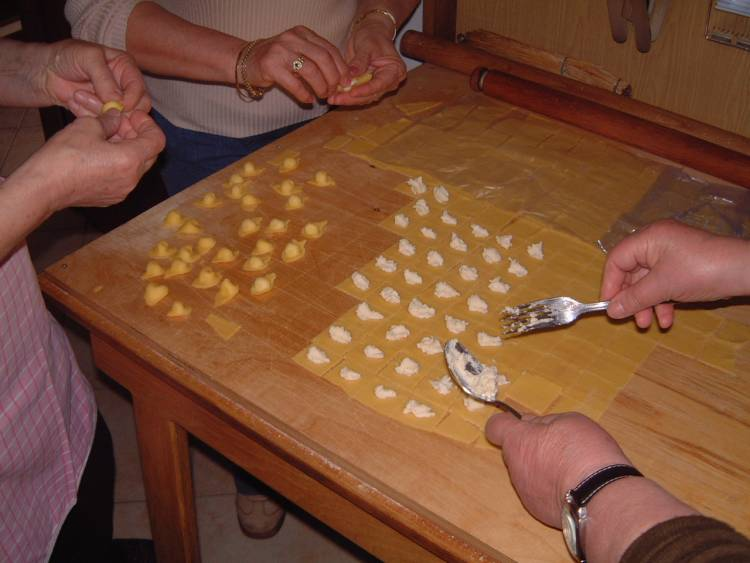
Cappelletti.
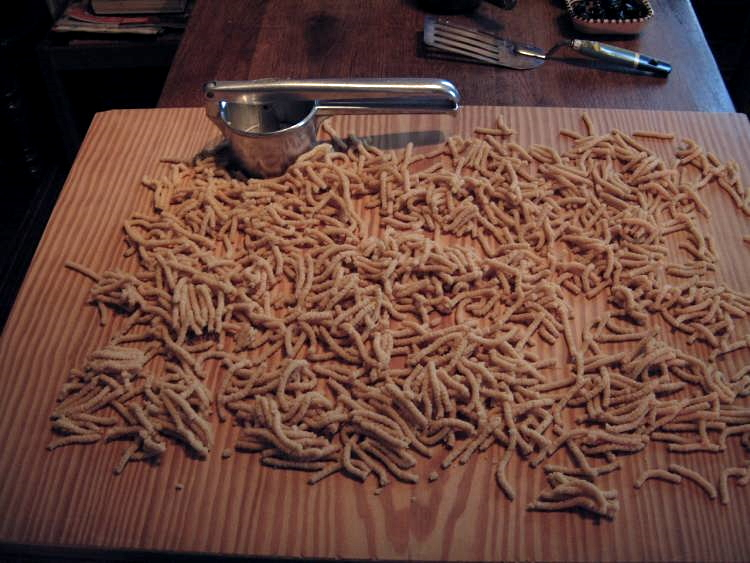
Passatelli prima della cottura.

## Vini

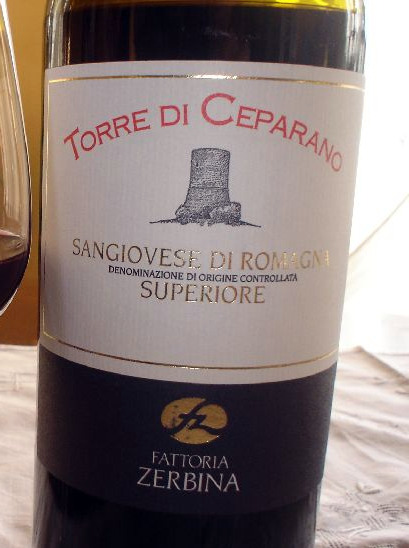
Sangiovese di Romagna.

Nel cesenate si producono vari tipi di vino, in particolare il Sangiovese, il Trebbiano, la Cagnina, l'Albana ed il Pagadebit.
La cagnina può essere imbottigliata ottenendone un vino dolce, ma viene in gran parte bevuta in settembre-ottobre appena svinata, e con la fermentazione incompleta, quando è molto dolce e poco alcolica, per accompagnare le castagne. In questo caso non si pone il tappo di sughero (che salterebbe), ma la bocca della bottiglia viene coperta con il caratteristico cappuccio di carta.

## Bevande

### Caffettone
Il caffettone (cafitón) è un caffè corretto con una particolare miscela di liquori, nato negli anni cinquanta del novecento nel circolo Endas di S. Andrea in Bagnolo, e successivamente imitato da altri locali. La ricetta originale, tramandatasi fra i gestori del locale, non è mai stata divulgata.